# Emanuel Schikaneder

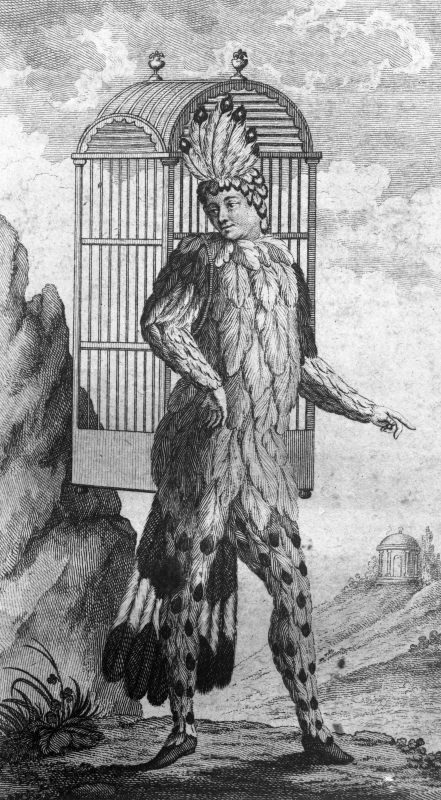
Schikaneder jako Papageno

Emanuel Schikaneder, vlastním jménem Johann Joseph Schickeneder, (1. září 1751, Straubing, Rakouské vévodství – 21. září 1812, Vídeň, Rakouské císařství) byl rakouský divadelní dramatik, herec, pěvec a režisér. Jeho nejznámějším dílem je libreto k opernímu singspielu Kouzelná flétna s hudbou Wolfganga Amadea Mozarta.

## Život
Po divadelním debutu v roce 1773 se Schikaneder působil jako herec v několika divadelních společnostech. V roce 1777 si za manželku vzal herečku Eleonoru Arthovou (vlastním jménem Marie Magdaleny Arth), s níž působil v divadelní společnosti F. J. Mosera. Tuto společnost pak v roce 1778 převzal a do roku 1781 s ní prošel řadu štací v Bavorsku a Rakousku. V roce 1780, když se svým souborem pobýval v Salcburku, se seznámil také s rodinou Leopolda Mozarta, včetně syna Wolfganga.
V letech byl pak 1785–1786 angažován ve vídeňské dvorní činohře a během let 1786–1789 putoval po rakouských a německých městech s vlastní divadelní společností. V roce 1789 společnost předal a přesunul se do Vídně, kde mu bylo nabídnuto místo ředitele divadla Theater auf der Wieden. Zde měla v roce 1791 premiéru opera Kouzelná flétna s hudbou od W. A. Mozarta, k níž Schikaneder napsal libreto. V jejím prvním nastudování osobně rovněž sehrál úlohu ptáčníka Papagena. O úspěchu svědčilo jejích 223 repríz. Již v roce 1802 však Schikaneder nastoupil do vedení nově postaveného Divadle na Vídeňce, kde působil až do roku 1806.
Následující dvě divadelní sezóny 1807–1809 byl ředitelem brněnského městského divadla. Také zde rozvíjel koncepci divadla kouzel a divů s bohatou výpravou, kulisami a rozsáhlým počtem statistů. Aby svůj přístup mohl naplnit, nechal u vsi Komárova vystavět dřevěnou divadelní arénu, kde například v letních představeních jeho hry Die Schweden vor Brünn (1807) účinkovalo 300 mužů ve zbrani. Také v Brně se v roce 1809 ujal role v Kouzelné flétně. Jeho zdejší působení však skončilo prodělkem.
Během života napsal 102 divadelních her a zpěvoherních libret. V závěru života mu úspory znehodnotil rakouský finanční krach v roce 1811 a Schikaneder, postižený krátce před smrtí psychickými problémy, dožil ve Vídni.
Schikanederova neteř Anna byla operní pěvkyní a mimo jiné působila v jeho vídeňském divadle. Divadelní kariéře se věnoval rovněž Schikanderův synovec Carl Joseph a jeho pět dcer. K rodině Schikanederových později patřil také český malíř Jakub Schikaneder.